# Colima manzanillo
Colima manzanillo là một loài nhện trong họ Zodariidae.
Loài này thuộc chi Colima. Colima manzanillo được Rudy Jocqué & Léon Baert miêu tả năm 2005.
1. ↑  Platnick, Norman I. (2010): The world spider catalog, version 10.5. American Museum of Natural History.

biologie|2011|10|21}}